# Stara Fužina
Stara Fužina é uma vila localizada no município de Bohinj na Eslovênia. Possuía uma população estimada de 565 habitantes em 2020.